# Kedungwaru (Kedungwaru)
Kedungwaru is een bestuurslaag in het regentschap Tulungagung van de provincie Oost-Java, Indonesië. Kedungwaru telt 6089 inwoners (volkstelling 2010).